# المكارمة
المكارمة هي قرية تقع في محافظة بلجرشي في منطقة الباحة جنوب غرب المملكة العربية السعودية. وتسمى أيضا كرمين،  ويقع في جنوب القرية وادي يحوي العديد من المزارع والبساتين. كما يوجد بها جامع وثلاثة مساجد ومشهد لصلاة العيد.